# Karen Abbott
Karen Abbott (Filadélfia, 23 de janeiro de 1973) é uma escritora norte-americana.
Escreveu o livro Sin in the Second City, que fala sobre um verdadeira história de um bordel chamado Everleigh Clube e sobre a batalha para fecha-lo. E ela escreveu também American Rose, sobre um stripper chamada Gyspy Rose Lee.
Ambos os livros são bestsellers do New York Times e o jornal USA Today apelida-a de "pioneer of sizzle history".